# Solanum barbisetum
Solanum barbisetum là loài thực vật có hoa trong họ Cà. Loài này được Nees miêu tả khoa học đầu tiên năm 1834.